# Le Mondain
Le Mondain est un poème philosophique écrit par Voltaire, écrivain et philosophe français des Lumières, en 1736. Il satirise l'imagerie chrétienne, notamment l'histoire d'Adam et Ève, pour défendre un mode de vie axé sur les plaisirs terrestres plutôt que sur les plaisirs promis par la religion dans l'au-delà. Il s'oppose à la morale religieuse (en)  et notamment à l'enseignement du péché originel. Ses propos font écho aux Lettres philosophiques et aux Remarques sur Pascal, œuvres en prose de Voltaire. Voltaire a constaté une tendance à ne pas utiliser les formes poétiques pour développer des arguments philosophiques et a écrit Le Mondain en opposition délibérée à cette tendance.

## Contenu
Le poème se déroule dans le jardin d'Éden, mais contrairement à l'enseignement du péché originel, l'Éden n'est pas dépeint comme un paradis d'où l'homme serait expulsé, mais comme un lieu de barbarie. Les ongles d'Adam sont décrits comme longs et sales, car personne n'a encore inventé d'outil pour les couper ou les nettoyer. Cela implique que le monde que nous vivons n'est donc pas une prison dans laquelle nous aurions été jetés en guise de châtiment. Au contraire, le dernier vers du poème dit : « Le paradis terrestre est où je suis ».

## Réaction
Le vers 22 du poème, « Le superflu, chose très nécessaire », est devenu un slogan courant .
En réponse aux réactions hostiles de 1737, Voltaire écrivit un poème dans le même style, Défense du Mondain ou l'apologie du luxe . Les thèmes des deux sont quelque peu différents ; « Le Mondain » se concentre sur les avantages personnels des plaisirs terrestres, tandis que la Défense parle des avantages sociaux de la recherche du plaisir.
Le dramaturge français Alexis Piron a écrit un poème en réponse, L'Antimondain, de 1738. 
La publication du poème provoqua un scandale qui poussa Voltaire à fuir en 1738 le château de Cirey en France pour Bruxelles, où il a passé trois mois avant de revenir.
Le poème a été décrit comme embrassant la philosophie du doux commerce

## Éditions publiées
- "Le Mondain" – Édition critique de Haydn T. Mason, dans Œuvres complètes de Voltaire, Volume 16 (Voltaire Foundation, Oxford)

## Lectures complémentaires
- Cronk, Nicholas. "The epicurean spirit: champagne and the defence of poetry in Voltaire's Le Mondain", Studies in Voltaire and the Eighteenth Century 371 (1999), pp. 53–80.
- Voltaire et Nicholas Cronk, The complete works of Voltaire : "Introduction" in "Le Mondain" – Critical edition by Haydn T. Mason, vol. 16, Voltaire foundation, 2003 (ISBN 978-0-7294-0794-6)
- (en) Istvan Hont, The Cambridge History of Eighteenth-Century Political Thought, Cambridge University Press, 2006, 413–414 p. (ISBN 9780521374224, lire en ligne), « The early Enlightenment debate on commerce and Luxury »
- Hugh Hugh Chisholm, « Voltaire, François Marie Arouet de », The Encyclopaedia Britannica : a dictionary of arts, sciences, literature and general information, New York : Encyclopaedia Britannica,‎ c1910-1922 (lire en ligne, consulté le 12 août 2025)